# Tonna
Tonna (лат.) — род морских брюхоногих моллюсков из отряда Littorinimorpha. Крупные или средней величины моллюски. Округлая гладкая раковина с тонкими стенками, круглым устьем и коротким завитком. Крышечка отсутствует. Тепловодные, обитают в мягких грунтах. Хищники, питаются голотуриями, морскими звёздами и морскими ежами. Слюна этих моллюсков содержит аспарагиновую кислоту, парализующую иглокожих, и 3—4 % свободной серной кислоты, которая, соединяясь с карбонатом кальция, содержащимся в панцире последних, образует сульфат, что делает панцирь хрупким и облегчает работу радулы.

## Виды
В роде Tonna 29 видов:
- Tonna alanbeui
- Tonna allium — Ребристая тонна
- Tonna ampullacea
- Tonna berthae
- Tonna boucheti
- Tonna canaliculata
- Tonna chinensis
- Tonna cumingii
- Tonna deshayesii
- Tonna dolium — Пятнистая тонна
- Tonna dunkeri
- Tonna galea — Гигантская тонна
- Tonna hawaiiensis
- Tonna lischkeana — Тонна Лишке
- Tonna luteostoma
- Tonna melanostoma
- Tonna morrisoni
- Tonna oentoengi
- Tonna pennata
- Tonna perdix — Тонна-куропатка
- Tonna poppei
- Tonna rosemaryae
- Tonna sulcosa — Ленточная тонна
- Tonna tankervillii
- Tonna tenebrosa
- Tonna tessellata
- Tonna tetracotula
- Tonna variegata
- Tonna zonata

## Фото

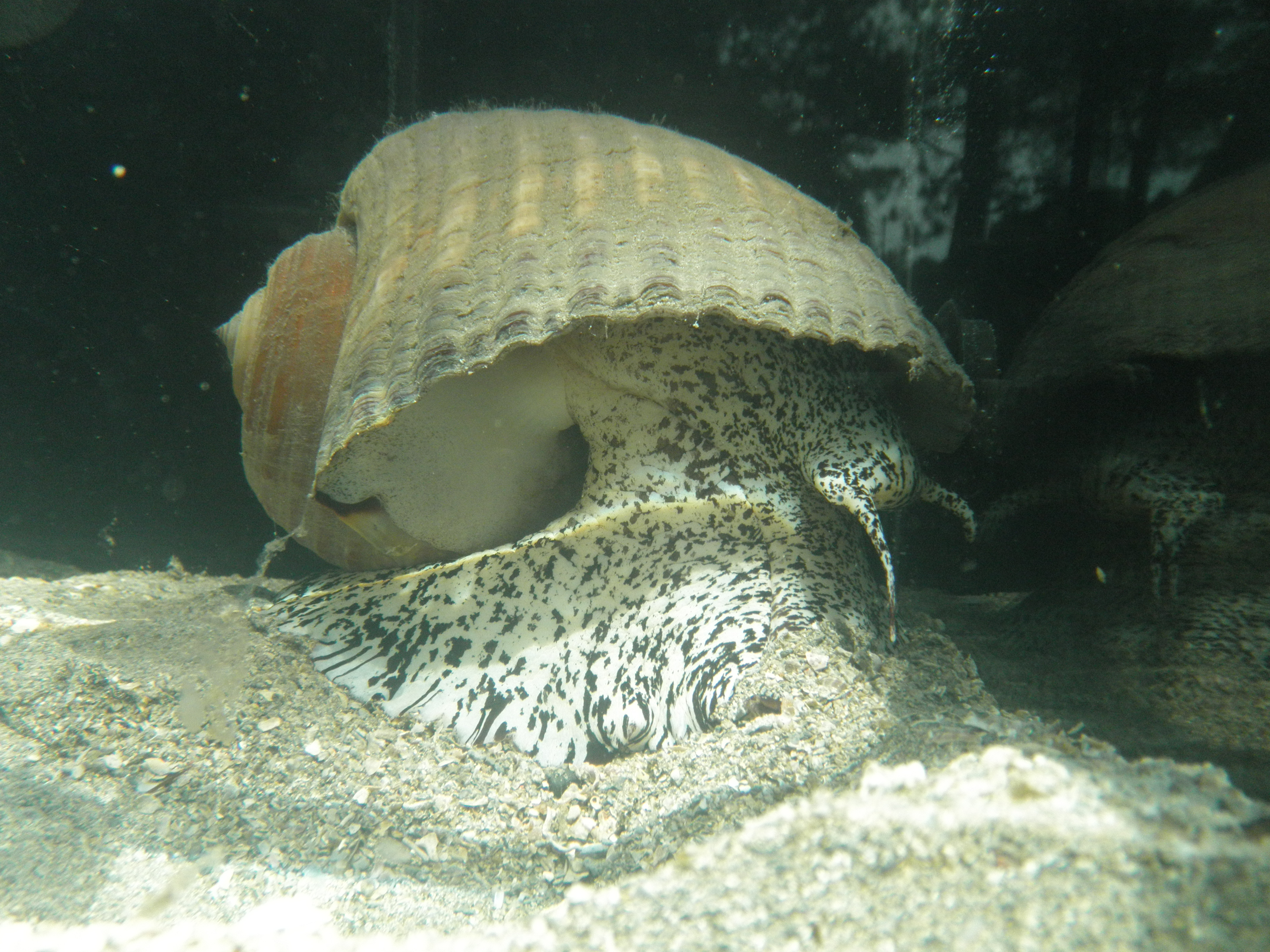
Гигантская тонна (Tonna galea), живой моллюск)
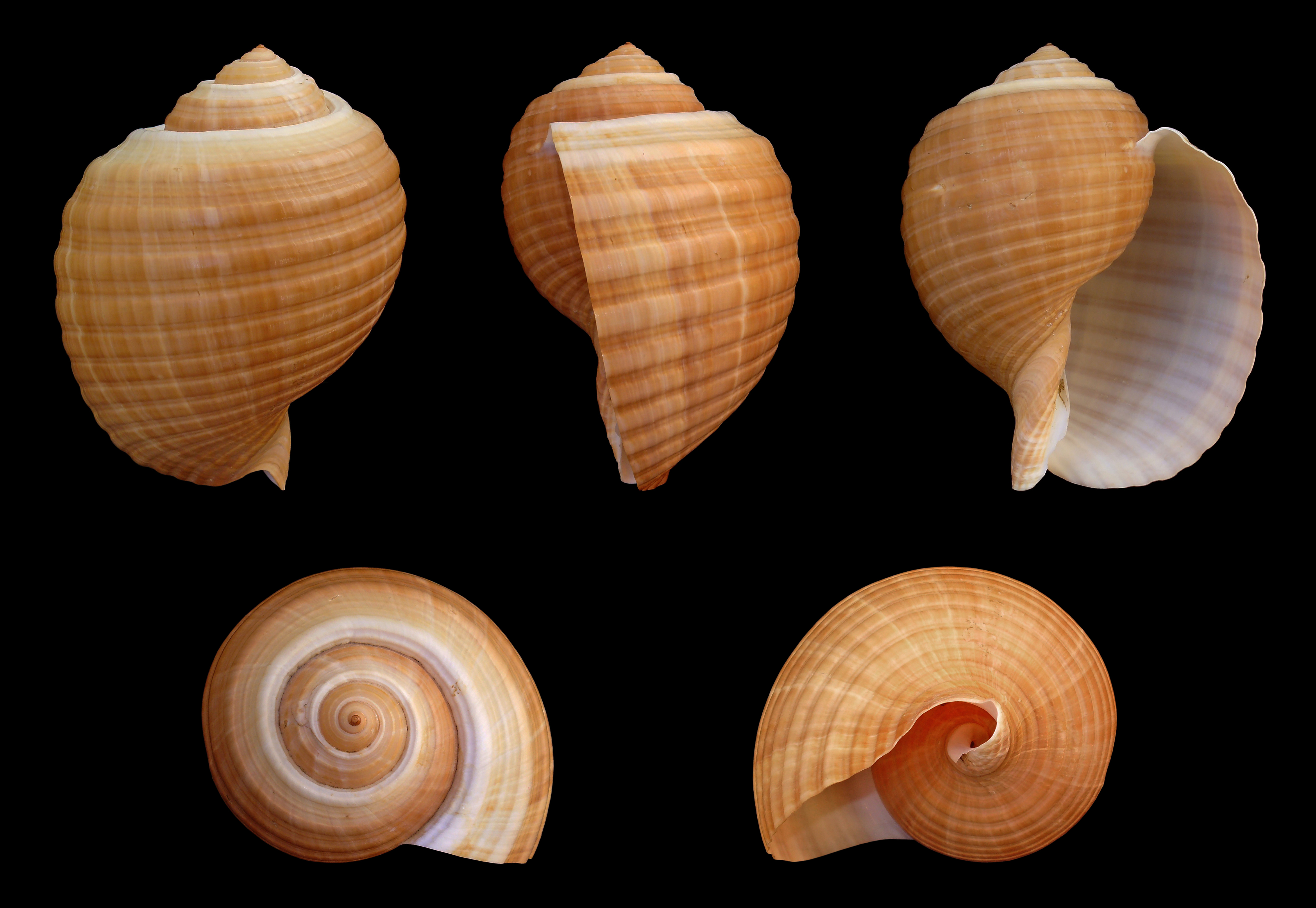
Раковина Tonna galea в разных ракурсах
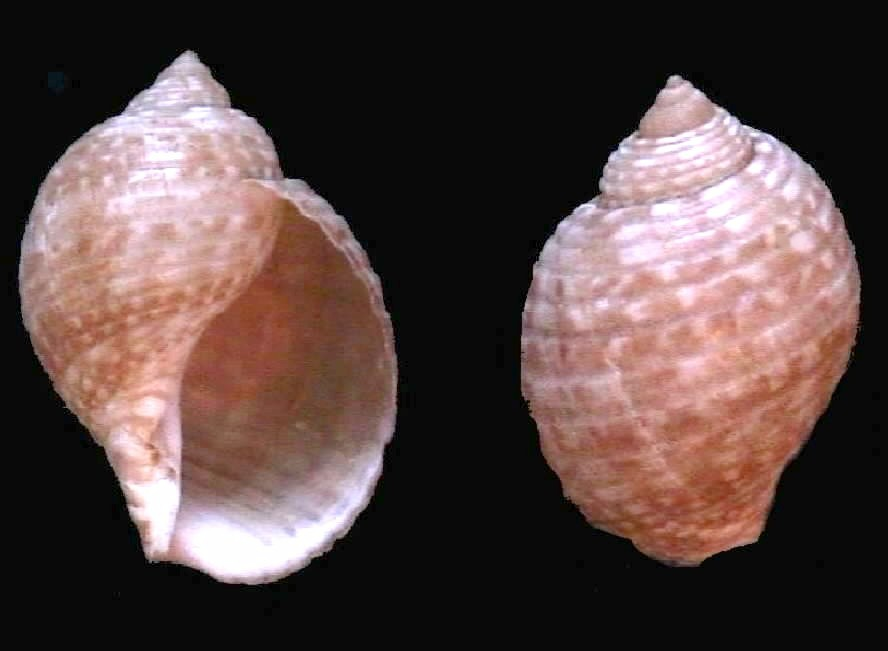
Tonna pennata
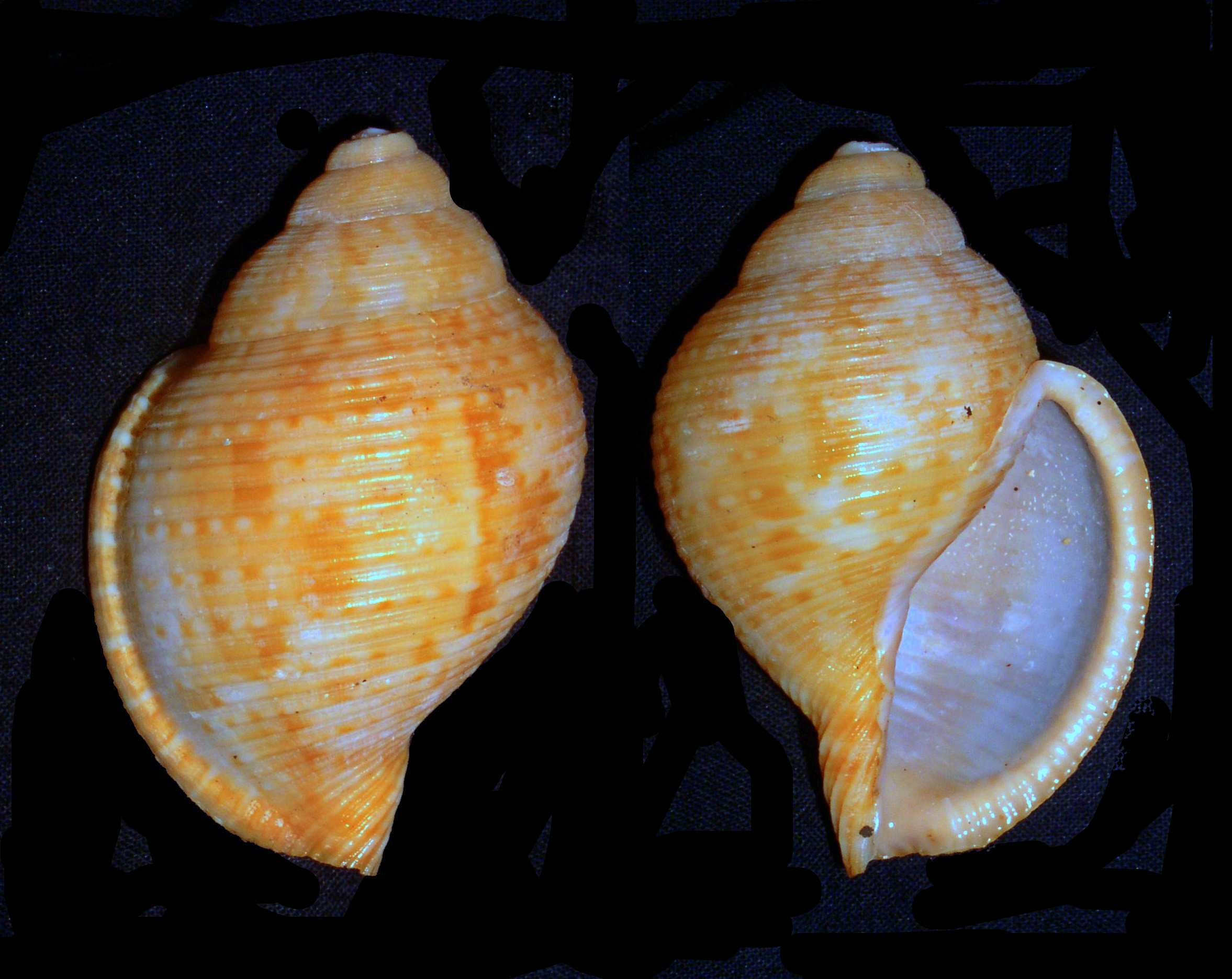
Ребристая тонна (Tonna allium)
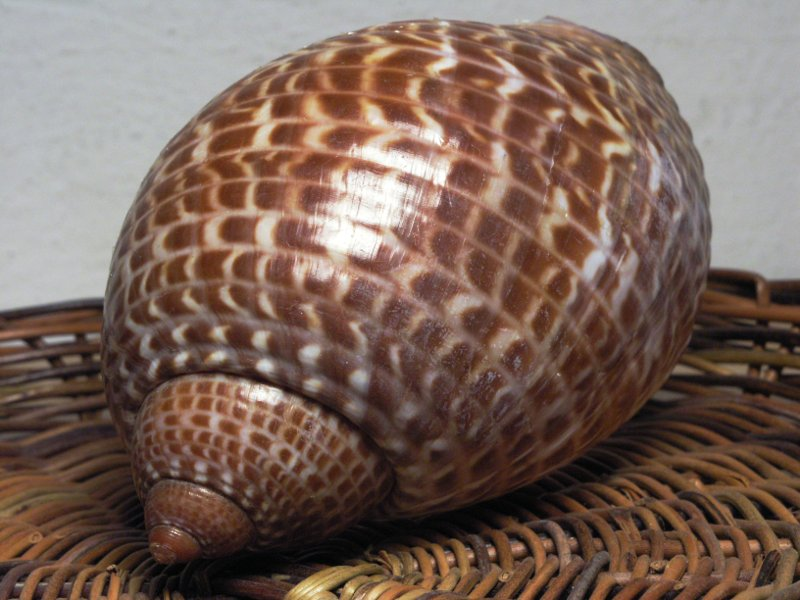
Тонна-куропатка (Tonna perdix)